# Rasputin, il monaco folle
Rasputin, il monaco folle (Rasputin, the Mad Monk) è un film del 1966 diretto da Don Sharp.

## Trama
La storia è incentrata su personaggi realmente esistiti: Grigorij Rasputin, un ex-monaco impazzito riesce con i suoi poteri ad arrivare alla zarina riuscendo a guarire il figlio emofiliaco. Il dottor Zargo, che ha compreso i propositi folli di Rasputin insieme a due nobili, Peter e Ivan, organizzano la sua uccisione; il monaco, prima di morire, riuscirà in parte a vendicarsi.